# Olympus E-520
Die Olympus E-520 ist eine digitale E-System-Spiegelreflexkamera der Firma Olympus. Sie ist das Nachfolgemodell der Olympus E-510 und basiert wie diese auf dem Four-Thirds-Standard. Sie wurde im Mai 2008 vorgestellt und wird seit Juni 2008 ausgeliefert.

## Technische Merkmale
- Bildstabilisator im Gehäuse integriert zur Stabilisierung aller angeschlossenen Objektive
- Live-View
- automatische Sensorreinigung
- HyperCrystal-II-LCD 6,9 cm / 2,7"
- 10-Megapixel-Live-MOS-Sensor
- 3,5 Bilder pro Sekunde mit bis zu acht Aufnahmen im RAW-Puffer
- Eingebauter Blitz und kabellose Blitzkontrolle
- optionales Unterwassergehäuse erhältlich
- Gesichtserkennung für besser fokussierte und belichtete Gesichter
- Shadow-Adjustment-Technologie (SAT) zur Anhebung von Schattenpartien bei Aufnahmesituationen mit hohem Kontrast
- Spiegelvorauslösung
- Detaillierte Informationsanzeige mit Histogramm, auch als Live-View-Vorschau

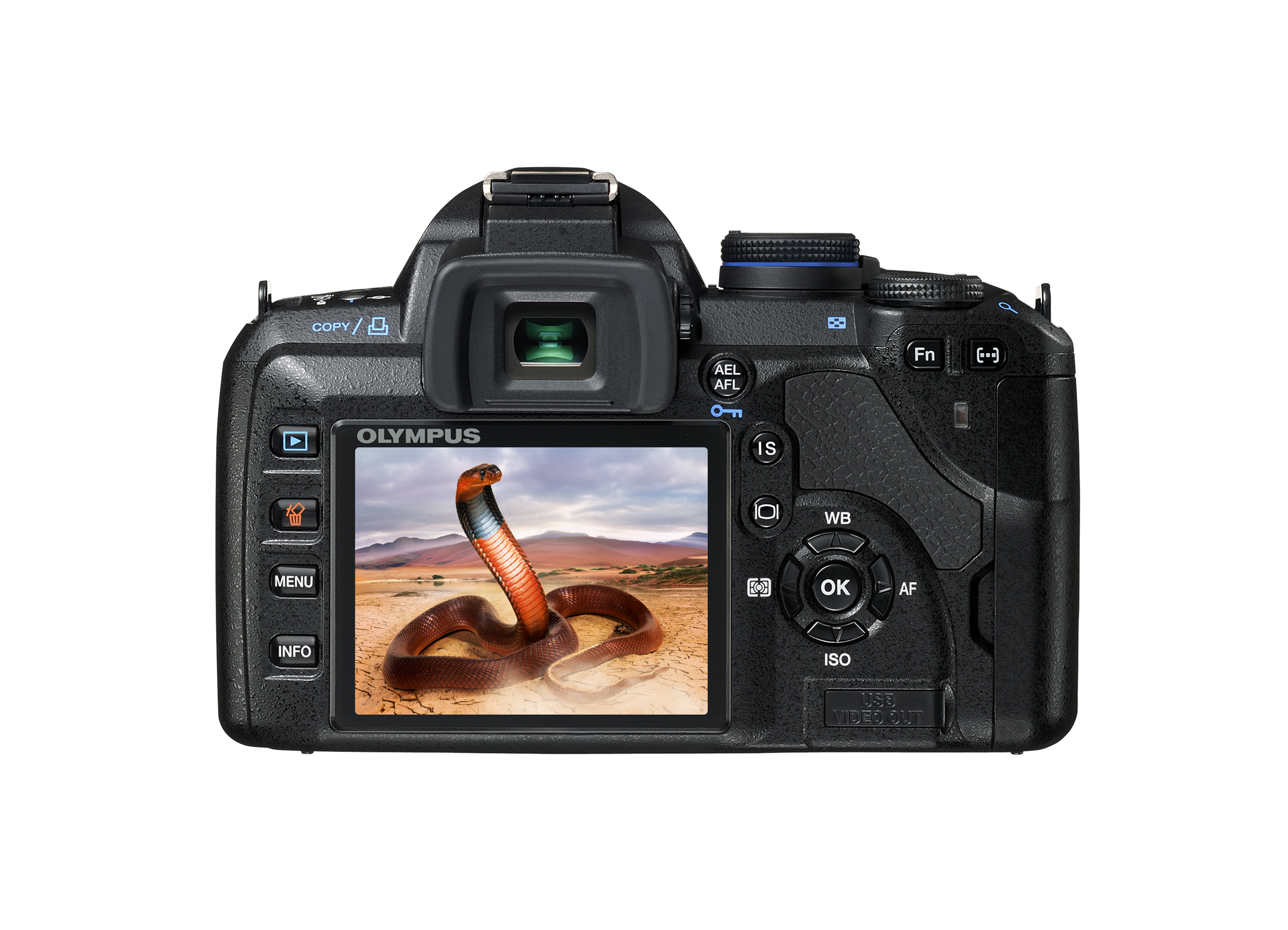
Rückansicht